# Lijst van voetbalinterlands Ierland - Slowakije
Deze lijst van voetbalinterlands is een overzicht van alle officiële voetbalwedstrijden tussen de nationale teams van Ierland en Slowakije. De landen speelden tot op heden zes keer tegen elkaar. Het eerste duel, een  kwalificatiewedstrijd voor het Europees kampioenschap voetbal 2008, werd gespeeld in Dublin op 28 maart 2007. De laatste ontmoeting, een play-off wedstrijd voor kwalificatie voor het Europees kampioenschap voetbal 2020, vond plaats op 8 oktober 2020 in Bratislava.

## Wedstrijden
| № | Plaats     | Datum            | Competitie           | Wedstrijd           | Uitslag |
| - | ---------- | ---------------- | -------------------- | ------------------- | ------- |
| 1 | Dublin     | 28 maart 2007    | EK 2008 kwalificatie | Ierland – Slowakije | 1 – 0   |
| 2 | Bratislava | 8 september 2007 | EK 2008 kwalificatie | Slowakije – Ierland | 2 – 2   |
| 3 | Žilina     | 12 oktober 2010  | EK 2012 kwalificatie | Slowakije – Ierland | 1 – 1   |
| 4 | Dublin     | 2 september 2011 | EK 2012 kwalificatie | Ierland – Slowakije | 0 – 0   |
| 5 | Dublin     | 29 maart 2016    | Vriendschappelijk    | Ierland – Slowakije | 2 – 2   |
| 6 | Bratislava | 8 oktober 2020   | EK 2020 kwalificatie | Slowakije – Ierland | 0 − 0   |

## Samenvatting
| Competitie        | Totaal gespeeld | Winst Ierland | Gelijk | Winst Slowakije | Doelsaldo Ierland – Slowakije |
| ----------------- | --------------- | ------------- | ------ | --------------- | ----------------------------- |
| EK-kwalificatie   | 5               | 1             | 4      | 0               | 4 − 3                         |
| Vriendschappelijk | 1               | 0             | 1      | 0               | 2 − 2                         |
| Totaal            | 6               | 1             | 5      | 0               | 6 − 5                         |

## Details

### Eerste ontmoeting
| EK 2008 kwalificatie (Dublin, Ierland, 28 maart 2007): |       |           |
| Ierland                                                | 1 – 0 | Slowakije |
| Kevin Doyle 12'                                        | goals |           |

### Tweede ontmoeting
| EK 2008 kwalificatie (Bratislava, Slowakije, 8 september 2007): |       |                                    |
| Slowakije                                                       | 2 – 2 | Ierland                            |
| Maroš Klimpl 37' Marek Čech 90+2'                               | goals | 7' Stephen Ireland 57' Kevin Doyle |

### Derde ontmoeting
| EK 2012 kwalificatie (Žilina, Slowakije, 12 oktober 2010): |       |                    |
| Slowakije                                                  | 1 – 1 | Ierland            |
| Ján Ďurica 36'                                             | goals | 16' Sean St Ledger |

### Vierde ontmoeting
| EK 2012 kwalificatie (Dublin, Ierland, 2 september 2011): |       |           |
| Ierland                                                   | 0 – 0 | Slowakije |
|                                                           | goals |           |